# 佐野勝也
佐野 勝也（さの かつや、1888年 - 1946年8月19日）は、日本の宗教学者。

## 略歴
熊本県出身。鎮西学院卒、1917年東京帝国大学文学部宗教学科卒、1935年「使徒パウロの神秘主義」で文学博士。ハーバード大学に学び、1925年九州帝国大学法文学部宗教学科助教授、1926年初代教授。在任中58歳で死去した。

## 著書
- 『カントの宗教論』理想社 1930
- 『宗教学概論』大村書店 1935
- 『使徒パウロの神秘主義』第一書房 1935
- 『キリスト聖語読本』第一書房 1937
- 『宗教と人間』第一書房 1940
- 『信仰・愛・希望』第一書房 1940
- 『キリストへの道 聖書読本』真光社 1948

### 翻訳
- トレルチ『宗教哲学の主要問題 現代宗教学に対するカント宗教論の意義に就ての研究』大村書店 1921
- ゲオルグ・ウオツバーミン『現代哲学及び自然科学との関係に於ける基督教的神の信仰』ロゴス社 1921
- アドルフ・ダイスマン『イエスとパウロ』佐野貞子 共訳 大村書店 1926
- アドルフ・ダイスマン『イエスの宗教とパウロの信仰』第一書房 1936
- シュライエルマッヘル『宗教論』石井次郎 共訳 岩波文庫 1949、復刊1977ほか